# Tableau disjonctif complet
Un tableau disjonctif complet (TDC) est un type de représentation de données qualitatives utilisé en analyse des données. Dans ce tableau, une variable qualitative à {\displaystyle K} modalités est remplacée par {\displaystyle K} variables binaires, chacune correspondant à une des modalités.
Dans la littérature anglophone sur l'apprentissage automatique, il est connu sous le nom de codage "one-hot" ("one-hot encoding").

## Exemple
Une famille est constituée d'un père, d'une mère et d'un jeune garçon. On s’intéresse aux variables "sexe" et "couleur des yeux" de ce ménage.
Voici le tableau regroupant ces informations :
| individu | Sexe     | Yeux   |
| -------- | -------- | ------ |
| père     | Masculin | Marron |
| mère     | Féminin  | Bleu   |
| enfant   | Masculin | Vert   |

Le tableau disjonctif complet de cette population prend la forme suivante :
| individu | sexe F | sexe M | Yeux B | Yeux M | Yeux V |
| -------- | ------ | ------ | ------ | ------ | ------ |
| père     | 0      | 1      | 0      | 1      | 0      |
| mère     | 1      | 0      | 1      | 0      | 0      |
| enfant   | 0      | 1      | 0      | 0      | 1      |